# Титов, Георгий Алексеевич
Гео́ргий Алексе́евич Тито́в (1909—1980) — советский деятель народного хозяйства, заместитель председателя Комиссии Высшего совета народного хозяйства СССР по военно-промышленным вопросам, гор. Москва. Герой Социалистического Труда (1963).

## Биография
Родился 8 февраля 1909 года в посёлке Парахино в крестьянской семье.
В 1925 году стал лаборантом, затем сменным мастером в рольном цехе Окуловской писчебумажной фабрики.
В 1929 году поступил в ЛПИ, в 1931 году перевёлся в ЛЭТИ, окончил его в 1934 году.
После окончания института — начальник мастерской, главный технолог и главный инженер на предприятии «Электроприбор».
Во время блокады Ленинграда был организатором выпуска продукции для фронта на заводе. В 1943 году направлен на завод № 706 (Народный комиссариат судостроительной промышленности СССР). Работал на разных должностях, стал главным инженером.
С 1951 года — в Главном управлении при СМ СССР, был членом коллегии, затем заместителем начальника.
В 1955 году назначен на должность первого заместителя председателя комитета СМ СССР по ракетному и реактивному вооружению .
С 1957 года — первый заместитель председателя комиссии Президиума Совета Министров СССР (комиссия ВСНХ СССР по военно-промышленным вопросам). На этом посту Титову удалось внести большой вклад в развитие промышленности и укрепление обороноспособности страны. Решал множество трудных вопросов, принимал участие в стрельбах разрабатываемого оружия.
В 1974 году Титов занял пост первого заместителя председателя Госплана СССР, стал руководителем оборонно-промышленного комплекса Госплана. Способствовал развитию научно-технического потенциала Вооружённых сил СССР.

Могила Титова на Новодевичьем кладбище Москвы.

Член ЦК КПСС (1976—1980). Депутат ВС СССР 9-го созыва (с 1979 года).
Умер 19 октября 1980 года в Москве. Похоронен на Новодевичьем кладбище.

## Награды и почётные звания
- Герой Социалистического Труда — Указом Президиума Верховного Совета СССР (с грифом «не подлежит опубликованию») от 28 апреля 1963 года «за большие заслуги в деле создания и производства новых типов ракетного вооружения, а также атомных подводных лодок и надводных кораблей, оснащенных этим оружием, и перевооружения кораблей Военно-Морского Флота» с вручением ордена Ленина и золотой медали Серп и Молот[2][3]
- Сталинская премия второй степени (1946) — за разработку конструкции малогабаритного гирокомпаса
- шесть орденов Ленина
- два ордена Трудового Красного Знамени
- орден «Знак Почёта»
- медали.

## Память
Имя Г. А. Титова носят:
- улицы в Санкт-Петербурге и в Окуловке;
- Калужский приборостроительный завод «Тайфун»;
- спасательное судно Северного флота.